# Ян Хризостом Корець
Ян Хризостом Корець (словац. Ján Chryzostom Korec; 22 січня 1924, Бошани, Словаччина — 24 жовтня 2015, Нітра, Словаччина) — словацький кардинал, єзуїт.

## Життєпис

### Освіта і прийняття священства
У 1939 вступив до Товариства Ісуса, вивчав теологію та філософію, готувався стати священиком. Після приходу до влади в Чехословаччині комуністів почалися репресії проти Церкви, орден єзуїтів був заборонений, а багато єпископів і священиків кинуто до в'язниці або вигнано з країни. У 1950 Ян Корець був таємно висвячений на священика, а вже через рік підпільно висвячений в єпископи, ставши в 27-річному віці наймолодшим єпископом світу. Єпископ Павол Гнилиця, який проводив підпільну хіротонію на приватній квартирі, незабаром був змушений емігрувати, а єпископ Корець позбавлений можливості відкрито виконувати церковне служіння і наступні 9 років після хіротонії працював на фабриці простим робітником. Паралельно він активно вів підпільну церковну діяльність — керував роботою підпільної духовної семінарії, таємно висвячував її випускників (всього він зробив 120 таємних свячень за роки комуністичного правління), організовував підпільні чернечі громади, налагоджував самвидав релігійної літератури.

### Арешт за комуністичного режиму
У 1960 заарештований. В період 8-річного ув'язнення дбав про інших ув'язнених і духовно підтримував їх. Звільнений у 1968 році за амністією, оголошеною під час Празької весни, але заборона на священицьку діяльність зберігалася. Після звільнення працював двірником і робочим на фабриці. У 1974 вдруге заарештований, відбув чотирирічне ув'язнення, а в 1978 амністований через поганий стан здоров'я.

### Єпископське служіння
Після падіння комуністичного режиму зміг нарешті виконувати своє єпископське служіння. 6 лютого 1990 він отримав посаду єпископа Нітри, а 28 червня 1991 папа Іван Павло II призначив Яна Корця кардиналом з титулом церкви Санті-Фабіано-е-Венанціо-а-Вілла-Фьорелло. З 1992 по 1993 кардинал Корець був головою новоствореної Конференції католицьких єпископів Словаччини.
9 червня 2005 подав у відставку з поста єпископа Нітри через похилий вік і поганий стан здоров'я. Його наступником став єпископ Віліам Юдак.
24 серпня 2011 в Словаччині широко відзначалося 60-річчя єпископської хіротонії кардинала Корця. Папа Бенедикт XVI особисто привітав ювіляра телеграмою.
Кардинал Ян Хризостом Корець помер 24 жовтня 2015 року в Нітрі, Словаччина.

## Нагороди
- Орден Андрія Глінки 1 класу (21 січня 1999)[4]
- Орден Людовита Штура 1 класу (31 серпня 1995 року)